# 루이지애나 크리올
루이지애나 크리올(프랑스어: Créole louisianais)은 미국 루이지애나주의 크레올 주민들이 쓰는 언어이며, 프랑스어에 바탕을 둔 크리올이다. 루이지애나는 미국으로 넘어가기 전에 프랑스령이었기 때문에, 이 지역에 프랑스, 스페인, 독일 등을 주축으로 하는 유럽계 주민들과 아프리카, 아메리카 토착민 등의 인종 집단이 서로 섞여서 크레올인이란 새로운 집단을 이루었다. 사용 인구는 7만 명가량으로 추산되고 루이지애나 남부 및 남동부에 모여 산다.
루이지애나 크리올은 아이티어와 많은 공통점이 있다.

## 같이 보기
- 루이지애나 프랑스어
- 크리올 언어

## 참고 문헌
- Brasseaux, Carl. French, Cajun, Creole, Houma: A Primer on Francophone Louisiana. Bâton-Rouge: Louisiana State University Press, 2005.
- Klingler, Thomas A. If I could turn my tongue like that: The Creole Language of Pointe-Coupée Parish, La. Bâton-Rouge: Louisiana State University Press, 2003.
- Marshall, Margaret. The Origin and Development of Louisiana Creole French: French and Creole in Louisiana. Ed. Valdman, Albert. New York: Plenum Press, 1997.
- Valdman, Albert. Valdman, Albert, et al. Dictionary of Louisiana Creole. Bloomington: Indiana University Press, 1998.
- Valdman, Albert, Thomas A. Klingler, Margaret M. Marshall, and Kevin J. Rottet (eds.). 1996. The Dictionary of Louisiana Creole. Bloomington, IN: Indiana University Press.